# 拉沃奈
拉沃奈（法語：Lavenay，法語發音：[lavnɛ]）是法國萨尔特省的一个旧市镇，属于拉弗莱什区。2017年，拉沃奈与临近的3个市镇合并为新市镇卢瓦昂瓦莱。

## 地理
拉沃奈（47°47'26"N, 0°42'5"E）面积7.7 平方千米，位于法国卢瓦尔河地区大区萨尔特省，该省份为法国西北部内陆省份，北起顺时针与奥恩省、厄尔-卢瓦省、卢瓦-谢尔省、安德尔-卢瓦尔省、曼恩-卢瓦尔省和马耶讷省接壤，是法国大西部的入口，连接卢瓦尔河谷、布列塔尼和巴黎盆地。
与拉沃奈接壤的市镇（或旧市镇、城区）包括：布赖河畔贝塞、卢瓦河畔库蒂尔、苏热、拉沙佩勒戈甘、卢瓦河畔蓬塞。

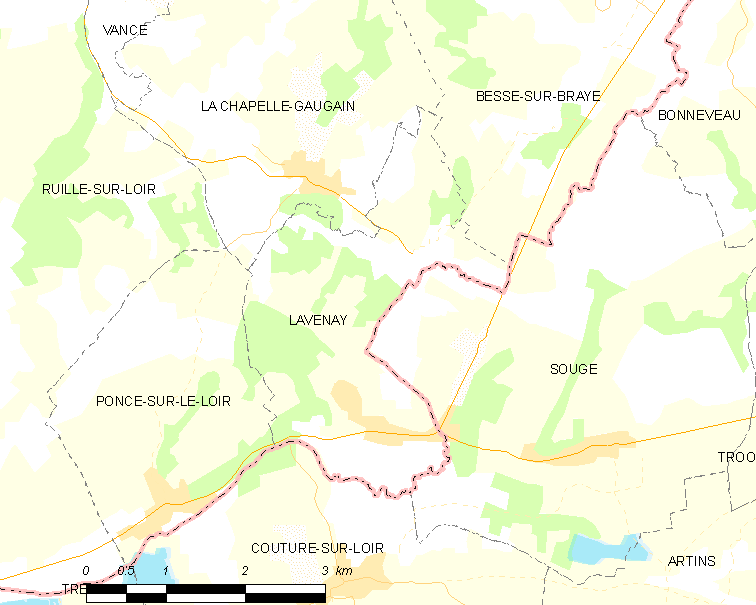
拉沃奈的OSM定位图

拉沃奈的时区为UTC+01:00、UTC+02:00（夏令时）。

## 行政
拉沃奈的邮政编码为72310，INSEE市镇编码为72159。

## 政治
拉沃奈所属的省级选区为卢瓦河畔蒙瓦勒县。

## 人口

1962-2008年间拉沃奈人口变化图示

拉沃奈于2018年1月1日时的人口数量为343人。